# Кулик, Ирина Анатольевна
Ири́на Анато́льевна Кули́к (род. 1970) — российский искусствовед, художественный критик, журналистка. Доктор литературоведения, преподаватель Института проблем современного искусства. Автор многочисленных публикаций, посвященных современному искусству, кино и современной музыке.

## Биография
В 1987—1993 годах — студентка театроведческого факультета РАТИ (ГИТИС). Диплом с отличием. Тема дипломной работы — «Театр в культуре дада», научный руководитель — С. А. Исаев.
С 1993 по 2000 год — член редакционного совета Художественного журнала.
1995 год — учебная стажировка в Университете Париж VIII, Сен-Дени. Диплом DEA по литературоведению, программа DEA «Текст, общество, воображаемое». Тема работы — «Тело и время в творчестве Тристана Тцара и Александра Введенского». Научный руководитель — Анри Мешонник.
С 1995 года — аспирантка ИФАН. Научный руководитель — В. А. Подорога.
С 1997 год — докторантура в Университете Париж VIII, Сен-Дени.
В 2000 году защитила докторат по сравнительному литературоведению в Университете Париж VIII, Франция. Тема диссертации — «Заумные языки и машины текста. Концепции языка и творчества в авангардных литературных течениях».

## Академическая деятельность
Участник различных конференций по современному искусству и литературе, в том числе Первых и Вторых Обэриутских чтений, «Взаимодействие различных видов искусств в авангардном искусстве начала века», НИИ искусствознания, 1995 г., международной конференции по сюрреализму в Институте Мировой литературы, 1997 г., конференции по актуальному российскому искусству в Государственном Центре современного искусства Варшавы, Польша, 1997 г.
Автор ряда переводов, среди которых тексты Жана Бодрийара, Жиля Делёза, Мишеля Фуко, Юлии Кристевой, а также Тристана Тцара, Андре Бретона, Марселя Дюшана.
Преподавала в РАТИ (2000, курс «Введение в современное искусство»), в Школе современного искусства РГГУ (2001—2002, курс «Мультимедийное искусство и исторический авангард».), в Институте проблем современного искусства (2001—2002, курс «Мультимедийное искусство и исторический авангард», с 2009 курс «История зарубежного современного искусства») и в Школе-студии МХАТ, (2010—2011, курс «История искусства XX века»).
2000 — руководитель семинара «Чтение сценических текстов русского авангарда. „Победа над солнцем“, „Елизавета Бам“, „Ёлка у Ивановых“». Стаж АВДАС «Театральная весна в Москве» для французских актёров и режиссёров.

### Избранные работы
- «Театр в культуре дада», Вопросы искусствознания, N1-2 1995 г.
- «Текст, забывающий сам себя: графомания как стратегия». В сб.: Современное искусство в контекстах: теория, история, география, общество. Москва, 1995.
- «Автоматическое письмо и графоманское письмо (дада, сюрреализм, ОБЭРИУ») — доклад на международной конференции по сюрреализму в Институте Мировой литературы, сентябрь 1997 г.
- "Проектируемые проезды. Современное искусство в хонтологической перспективе". АСТ, 2024

### Кураторская деятельность
- Куратор отдела театра, перформанса, кино и видео в культурологическом проекте «Агасфер» (современное искусство на территории бывшего СССР: Москва — Петербург — Рига — Киев — Минск — Тбилиси, 1993 год).
- Консультант театральных стажей, посвященных драматургии Александра Введенского, в Реймсе и Нанси (Франция).
- Куратор русско-французской выставки мультимедийного искусства «Total Recall» (Москва, 1999 год, TV-галерея).
- Автор текстов в каталоги выставок, в том числе экспозиций российского павильона на Венецианской биеннале современного искусства 2007 года и Венецианской архитектурной биеннале 2008 года[1].
- С 2011 года читает популярные лекции по современному искусству в Центре современной культуры «Гараж».
- С 2013 года является куратором интернет-проекта «Современники» (видеоэнциклопедия российских современных художников) в ММОМА[3].
- 2014—2015 Автор вступительного текста, а также принимает активное участие с автором проекта итало-русским художником Владислав Шабалин и английской прогрессив-рок-группой Van Der Graaf Generator в реализации Earlybird Project .
- С 2020 читает авторский лекционный курс «Хонтологии, утопии, дистопии в искусстве XX—XXI веков» в Мультимедиа-арт-музей

## Журналистская деятельность
С 1989 года регулярно печатается в газетах, журналах, онлайновых изданиях и академических сборниках. Автор многочисленных публикаций, посвященных современному искусству, литературе, кино и рок-музыке. Автор ряда рецензий на текущие события художественной жизни в журналах «Художественный журнал» и «Художественный дневник», в газете «Сегодня».
2000—2002 — кинообозреватель онлайновых журналов Weekend.ru и Pole.ru.
1997, 2000—2002 — корреспондент передач «Тем временем» и «Положение вещей» канала «Культура».
2002−2008 — корреспондент блока «Культура» Издательского дома «Коммерсантъ».
С 2009 года обозреватель отдела изобразительного искусства газеты «Культура».